# Pro League 2010-11
La Jupiler Pro League 2010/11 fue la 108.ª temporada de la Primera División de Bélgica. Se inició el 30 de julio de 2010 y finalizó el 17 de mayo de 2011 siendo campeón el KRC Genk al ganar la segunda rueda del torneo. Descendieron a la Segunda División de Bélgica el Royal Charleroi SC y el Eupen. Clasificaron a la Liga de Campeones de la UEFA 2011/12 el KRC Genk y el Standard Lieja, mientras que a la UEFA Europa League 2011/12 el Anderlecht, el Brujas y el KVC Westerlo.

## Equipos participantes
| Club               | Ciudad       | Estadio                     | Capacidad |
| ------------------ | ------------ | --------------------------- | --------- |
| Anderlecht         | Anderlecht   | Constant Vanden Stock       | 28.063    |
| Brujas             | Brujas       | Jan Breydel                 | 29.945    |
| Charleroi          | Charleroi    | Stade du Pays de Charleroi  | 24.891    |
| Círculo de Brujas  | Brujas       | Jan Breydel                 | 29.945    |
| Cortrique          | Cortrique    | Guldensporen Stadion        | 9.500     |
| Eupen              | Eupen        | Kehrweg Stadion             | 8.300     |
| Genk               | Genk         | Fenix Stadion               | 24.604    |
| Gent               | Gante        | Jules Ottenstadion          | 12.919    |
| Germinal Beerschot | Amberes      | Olímpico de Amberes         | 12.206    |
| Lierse             | Lier         | Herman Vanderpoortenstadion | 14.538    |
| Lokeren            | Lokeren      | Daknamstadion               | 10.000    |
| Malinas            | Malinas      | Argos Achter de Kazerne     | 13.123    |
| Sint-Truidense     | Sint-Truiden | Staaienveld                 | 11.250    |
| Standard Lieja     | Lieja        | Maurice Dufrasne            | 30.143    |
| Westerlo           | Westerlo     | Het Kuipje                  | 10.790    |
| Zulte Waregem      | Waregem      | Regenboogstadion            | 8.500     |

## Temporada regular
| Pos | Equipo             | Pts. | PJ | PG | PE | PP | GF | GC | Dif. |
| --- | ------------------ | ---- | -- | -- | -- | -- | -- | -- | ---- |
| 1º  | R.S.C. Anderlecht  | 65   | 30 | 19 | 8  | 3  | 58 | 20 | 38   |
| 2º  | KRC Genk           | 64   | 30 | 19 | 7  | 4  | 64 | 27 | 37   |
| 3º  | KAA Gent           | 57   | 30 | 17 | 6  | 7  | 59 | 42 | 17   |
| 4º  | Brujas             | 53   | 30 | 16 | 5  | 9  | 60 | 35 | 25   |
| 5º  | Lokeren            | 50   | 30 | 13 | 11 | 6  | 43 | 36 | 7    |
| 6º  | Standard Lieja     | 49   | 30 | 15 | 4  | 11 | 50 | 38 | 12   |
| 7º  | Malinas            | 48   | 30 | 13 | 9  | 8  | 34 | 30 | 4    |
| 8º  | Westerlo           | 41   | 30 | 11 | 8  | 11 | 41 | 40 | 1    |
| 9º  | Círculo de Brujas  | 39   | 30 | 11 | 6  | 13 | 33 | 34 | -1   |
| 10º | Cortrique          | 38   | 30 | 11 | 5  | 14 | 36 | 39 | -3   |
| 11º | Zulte Waregem      | 33   | 30 | 7  | 12 | 11 | 39 | 41 | -2   |
| 12º | Sint-Truidense     | 29   | 30 | 8  | 5  | 17 | 20 | 51 | -31  |
| 13º | Germinal Beerschot | 26   | 30 | 5  | 11 | 14 | 24 | 40 | -16  |
| 14º | Lierse             | 24   | 30 | 4  | 12 | 14 | 26 | 58 | -32  |
| 15º | Eupen              | 23   | 30 | 5  | 8  | 17 | 28 | 50 | -22  |
| 16º | Charleroi          | 19   | 30 | 4  | 7  | 19 | 20 | 54 | -34  |

|  |                                                                    |
|  | Clasificados al playoff por el título.                             |
|  | Clasificados al playoff por clasificación a la UEFA Europa League. |
|  | Relegados al playoff por el descenso.                              |

## Playoff por el título
El título se le otorga al Genk, gracias a la mitad de un punto de ventaja en la clasificación general en comparación con el Standard, que, después de haber obtenido 49 puntos en la temporada regular, como todos los equipos comenzó el playoff de campeonato con la mitad de puntos, en su caso 25, después del redondeo. Entonces se podría decir que Genk terminó con 51 puntos y el Standard con 50,5. Todo esto, a pesar de la norma, Genk también superó al Standard en el frente a frente (2-1; 1-1) y mantiene una diferencia de goles.
| Pos | Equipo         | Pts | PJ | PG | PE | PP | GF | GC | DIF |
| --- | -------------- | --- | -- | -- | -- | -- | -- | -- | --- |
| 1.º | KRC Genk       | 51  | 10 | 6  | 1  | 3  | 16 | 12 | 4   |
| 2.º | Standart Lieja | 51  | 10 | 8  | 2  | 0  | 18 | 6  | 12  |
| 3.º | Anderlecht     | 44  | 10 | 3  | 2  | 5  | 14 | 16 | -2  |
| 4.º | Brujas         | 43  | 10 | 4  | 4  | 2  | 13 | 6  | 7   |
| 5.º | KAA Gent       | 33  | 10 | 0  | 4  | 6  | 9  | 22 | -13 |
| 6.º | Lokeren        | 31  | 10 | 1  | 3  | 6  | 9  | 17 | -8  |

|  |                                                                          |
|  | Campeón y clasificado a la tercera ronda previa de la Liga de Campeones. |
|  | Clasificado a la tercera ronda previa de la Liga de Campeones.           |
|  | Clasificado a la cuarta ronda de la UEFA Europa League.                  |
|  | Clasificado a la tercera ronda previa de la UEFA Europa League.          |

## Playoff por clasificación a la UEFA Europa League

### Grupo A
| Pos | Equipo            | Pts | PJ | PG | PE | PP | GF | GC | DIF |
| --- | ----------------- | --- | -- | -- | -- | -- | -- | -- | --- |
| 1º  | Círculo de Brujas | 9   | 6  | 2  | 3  | 1  | 5  | 5  | 0   |
| 2º  | Lierse            | 8   | 6  | 2  | 2  | 2  | 10 | 8  | +2  |
| 3º  | Malinas           | 8   | 6  | 2  | 2  | 2  | 9  | 10 | -1  |
| 4º  | Sint-Truidense    | 6   | 6  | 1  | 3  | 2  | 6  | 7  | -1  |

|  |                                              |
|  | Clasificado a la final por la clasificación. |

### Grupo B
| Pos | Equipo             | Pts | PJ | PG | PE | PP | GF | GC | DIF |
| --- | ------------------ | --- | -- | -- | -- | -- | -- | -- | --- |
| 1º  | Westerlo           | 12  | 6  | 3  | 3  | 0  | 16 | 6  | +10 |
| 2º  | Zulte-Waregem      | 10  | 6  | 3  | 1  | 2  | 6  | 10 | -4  |
| 3º  | Germinal Beerschot | 6   | 6  | 1  | 3  | 2  | 6  | 6  | 0   |
| 4º  | KV Cortrique       | 3   | 6  | 0  | 3  | 3  | 2  | 8  | -6  |

|  |                                              |
|  | Clasificado a la final por la clasificación. |

### Partido por la clasificación
| Local                                                              | Resultado | Visitante         | Estadio     | Fecha      | Hora (UTC-3) |
| ------------------------------------------------------------------ | --------- | ----------------- | ----------- | ---------- | ------------ |
| Westerlo                                                           | 3 - 0     | Círculo de Brujas | Het Kuipje  | 13 de mayo | 20:30 (CEST) |
| Círculo de Brujas                                                  | 2 - 2     | Westerlo          | Jan Breydel | 16 de mayo | 20:30 (CEST) |
| Westerlo clasificó a la UEFA Europa League con un global de 5 - 2. |           |                   |             |            |              |

### Testmatch
El Club Brujas, cuarto en el play-off por el campeonato, y Westerlo, finalista de la Copa de Bélgica, ya habían ganado el derecho a jugar en la UEFA Europa League 2011-12. Así que los dos equipos se han puesto de acuerdo para no competir en el Testmatch. Westerlo se ha comprometido a participar en la segunda ronda de clasificación, lo que daría lugar al Club Brujas a la tercera ronda de clasificación.

## Playoff por el descenso
Los equipos clasificados en las dos últimas posiciones juegan entre ellos 4 veces (originalmente eran 5 partidos, pero el último no se jugó ya que el Charleroi no podía superar a Eupen en la tabla de posiciones). El equipo que terminó en la 15.ª posición, en este caso el Eupen, se inicia con una bonificación de tres puntos y tiene tres partidos en condición de local.
| Pos | Equipo    | Pts | PJ | PG | PE | PP | GF | GC | DIF |
| --- | --------- | --- | -- | -- | -- | -- | -- | -- | --- |
| 1º  | Eupen     | 10  | 4  | 2  | 1  | 1  | 9  | 8  | 1   |
| 2º  | Charleroi | 4   | 4  | 1  | 1  | 2  | 8  | 9  | -1  |

### Partidos
| Local | Resultado | Visitante | Estadio                    |
| --- | --------- | --------- | -------------------------- |
| Eupen | 3 - 2     | Charleroi | Kehrweg Stadion            |
| Charleroi | 2 - 0     | Eupen     | Stade du Pays de Charleroi |
| Eupen | 4 - 2     | Charleroi | Kehrweg Stadion            |
| Charleroi | 2 - 2     | Eupen     | Stade du Pays de Charleroi |
| Eupen debió revalidar su lugar en la categoría ante rivales de la Segunda División, mientras que el Charleroi descendió. Finalmente, Eupen también descendió tras terminar en el último lugar de la eliminatoria de promoción ante los rivales de la Segunda División. |           |           |                            |

## Goleadores
| Jugador              | Jugador         | Goles | Equipo     |
| -------------------- | --------------- | ----- | ---------- |
| Bandera de Croacia   | Ivan Perišić    | 22    | Brujas     |
| Bandera de Bélgica   | Jelle Vossen    | 20    | KRC Genk   |
| Bandera de Brasil    | Paulo Henrique  | 18    | Westerlo   |
| Bandera de Bélgica   | Romelu Lukaku   | 16    | Anderlecht |
| Bandera de Bélgica   | Marvin Ogunjimi | 15    | KRC Genk   |
| Bandera de Venezuela | Ronald Vargas   | 15    | Brujas     |
| Bandera de Israel    | Elyaniv Barda   | 14    | KRC Genk   |